# XXXTentacion

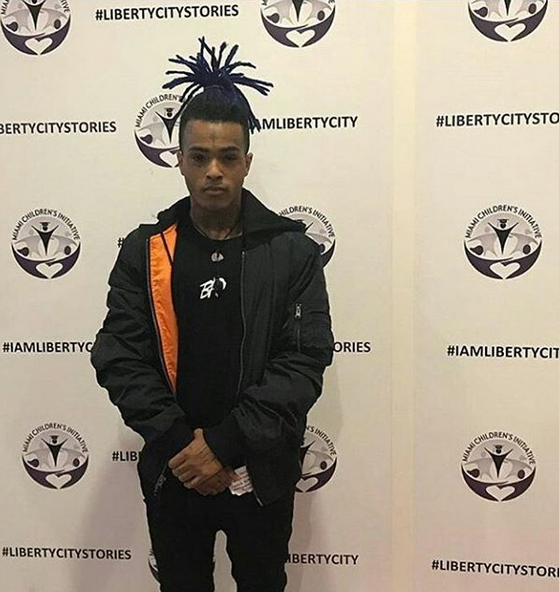
XXXTentacion w 2018

XXXTentacion, właśc. Jahseh Dwayne Ricardo Onfroy (ur. 23 stycznia 1998 w Plantation, zm. 18 czerwca 2018 w Deerfield Beach) – amerykański raper, piosenkarz i autor tekstów. Jego teksty dotykały tematów m.in. depresji i alienacji, zaś gatunki, które tworzył, były zróżnicowane: od hip hopu i nu metalu do R&B i lo-fi. Był uważany za jednego z czołowych przedstawicieli nurtu emo rapu.
Swój debiutancki album „17” wydał 25 sierpnia 2017 roku. Drugi album, „?”, ukazał się 16 marca 2018 roku i zdobył pierwsze miejsce w rankingu Billboard 200.

## Młodość
Jahseh Onfroy urodził się 23 stycznia 1998 roku w Plantation na Florydzie, jego rodzice pochodzili z Jamajki. Jego ojciec; Dwayne’a Ricardo Onfroy, dał mu na imię Jahseh na cześć piosenki Boba Marleya „So Jah Seh”. XXXTentacion stwierdził, że ma również egipskie, syryjskie, indyjskie i prawdopodobnie włoskie pochodzenie w wywiadzie dla The Beat w 2017 roku. Miał troje rodzeństwa. XXXTentacion był wychowywany głównie przez swoją babcię Collette Jones, jego matka; Cleopatra Eretha Dreena Bernard nie mogła się nim opiekować z powodu problemów osobistych. Kiedy Onfroy miał sześć lat, rzekomo próbował dźgnąć mężczyznę który próbował zaatakować jego matkę. Na początku 2008 roku, kiedy Jasheh miał 10 lat, jego ojciec został skazany na dziewięć lat pozbawienia wolności.
XXXTentacion zainteresował się muzyką po tym, jak jego ciotka namówiła go, by zaczął uczęszczać do szkolnego chóru, a później do chóru kościelnego. Jednak wkrótce został wyrzucony ze szkolnego chóru po tym, jak zaatakował innego ucznia. X uczęszczał do gimnazjum w Margate, z którego został później wydalony po serii bójek. Następnie przez pół roku uczęszczał do Sheridan House Family Ministries. W tym samym okresie Onfroy zaczął słuchać nu-metalu, hard rocka i rapu, co zainspirowało go do nauki gry na pianinie i gitarze.
W późniejszym czasie Jahseh uczęszczał do szkoły średniej Piper High School, jednak porzucił edukacje w dziesiątej klasie. Podczas nauki w liceum opisywał siebie jako nieprzystosowanego, cichego, niepewnego i przygnębionego, Onfroy wdawał się też często w konfrontacje fizyczne.
Rozpoczął komponowanie muzyki po wyjściu z zakładu poprawczego w 2012 roku, w tym czasie udostępniał swoje piosenki na Facebooku, oraz pokazywał je znajomym. Nikt wówczas nie brał jego twórczości na poważnie. Piosenki te zaginęły i nie są nigdzie dostępne, owego konta na Facebooku już dawno nie ma.

## Kariera

### 2013– 2016: Początki
Pierwszy jego dostępny utwór to „News/Flock”. Opublikował tę piosenkę 17 czerwca 2013 roku na swoje konto SoundCloud. Z czasem przesyłał tam także swoje inne prace. Gdy przebywał w areszcie dla nieletnich za zarzut posiadania broni, poznał Stokeleya Goulbourne’a, innego artystę znanego pod pseudonimem Ski Mask the Slump God. Onfroy i Goulbourne zostali dobrymi przyjaciółmi i zaczęli wspólnie pracować nad muzyką. Wspominając swój pobyt w areszcie, Onfroy powiedział, że szanował funkcjonariuszy i personel placówki oraz chronił swoich znajomych przed innymi więźniami, w tym homoseksualnym współwięźniem, którego Onfroy  zaatakował za to, że rzekomo patrzył się na niego podczas przebierania się. Onfroy później stwierdził, że nie jest homofobem.
Po zwolnieniu z aresztu dla nieletnich, Jasheh i Goulbourne spotkali się ponownie, planowali razem popełnić serię napadów na domy w celu zdobycia pieniędzy, jednakże oboje zrezygnowali z tego pomysłu a Onfroy kupił mikrofon Blue Snowball i zaczął nagrywać muzykę, co przekonało Goulbourne’a do tworzenia również własnych utworów. Po tym, jak Onfroy przyjął pseudonim XXXTentacion, przesłał swoją pierwszą oficjalną piosenkę, zatytułowaną „Vice City”, na SoundCloud. Onfroy twierdził, że czuł, że muzyka była lepszym ujściem dla jego uczuć niż przestępcze życie, a jego ówczesna dziewczyna Geneva Ayala była kimś, kto pomógł mu to zrozumieć. Później zaczął publikować w sieci krótkie fragmenty swoich piosenek, które wkrótce planował wydać. Onfroy w późniejszym czasie dołączył do grupy Very Rare należącej do Ski Mask the Slump Goda, grupa potem przemieniła się w kolektyw Members Only. 11 maja 2014 wydał EP Ice Hotel.
Onfroy wydał kolejną EP, zatytułowaną The Fall, 21 listopada 2014 roku. W 2015 roku Jasheh wydał wspólną EP z Ski Mask the Slump Godem, Members Only Vol. 1. 23 października pojawiła się kontynuacja Members Only Vol. 1, Members Only, Vol. 2 tym razem z udziałem całego kolektywu Members Only. 30 grudnia 2015 roku wydał utwór „Look at Me”.
28 kwietnia 2016 r. Onfroy wydał EP-kę Willy Wonka Was a Child Murderer, utwory z projektu były mocno inspirowane heavy metalem i muzyką indie. W 2016 roku Jasheh rozpoczął pracę jako operator call center jednak w późniejszym czasie z niej zrezygnował na rzecz swojej rozwijającej się kariery muzycznej i zamieszkał z raperem Denzelem Currym. W lipcu 2016 roku Onfroy został aresztowany i oskarżony o kradzież oraz napaść z użyciem broni. Po wpłaceniu kaucji o wysokości 10 000 $, Onfroy opuścił areszt i kontynuował pracę nad swoim debiutanckim, niezależnym albumem o nazwie Bad Vibes Forever, który miał być wydany 31 października 2016 roku. Album jednak został opóźniony z powodu kolejnego aresztowania Onfroya na początku października pod zarzutem pobicia jego ciężarnej dziewczyny. Aresztowanie wywołało duże kontrowersje, kwestią sporną stało się to, czy dziewczyna Onfroya rzeczywiście była w ciąży oraz czy Jasheh rzeczywiście ją zaatakował.

### 2017: Zwolnienie z więzienia,Revenge,17, iA Ghetto Christmas Carol

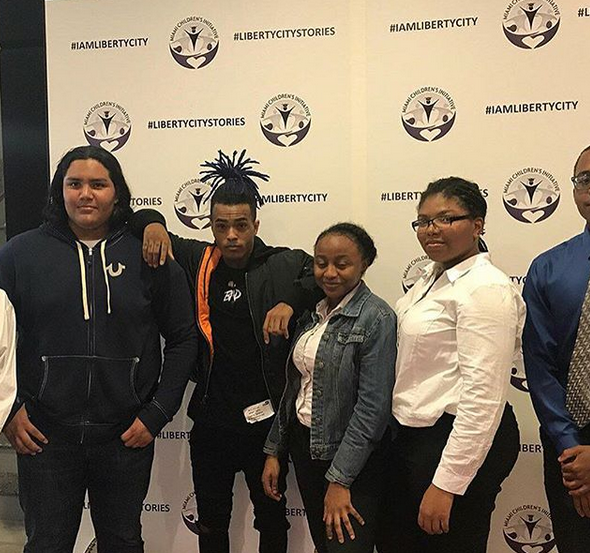
Onfroy na imprezie Miami Children’s Initiative w lutym 2018

W styczniu 2017 roku „Look at Me” zyskało na popularności, osiągając 34 miejsce na liście Billboard Hot 100 i 33 na kanadyjskim Hot 100. Singel zdobył na popularności dzięki oskarżeniom w stronę kanadyjskiego rapera Drake’a o podobny styl rapowania w swojej piosence „KMT”. Podczas pobytu w więzieniu Onfroy, po przełomie „Look at Me”, zaczął dostawać oferty kontraktu od 6 dużych wytwórni, ostatecznie podpisał kontrakt z Empire Distribution. Po zwolnieniu z więzienia 18 kwietnia 2017 roku wydał jeszcze trzy niezależne piosenki na SoundCloud. W wywiadzie dla WMIB Onfroy ogłosił, że pracuje nad albumami studyjnymi Bad Vibes i 17; a także nad mixtape’em. W wywiadzie dla magazynu XXL powiedział:

Pracuję nad bardzo dobrym albumem nazwanym 17. Jest to bardziej alternatywne brzmienie R&B – pracuję też nad mixtape’em zatytułowanym I Need Jesus, który głównie zawiera brzmienia podziemnego rapu.

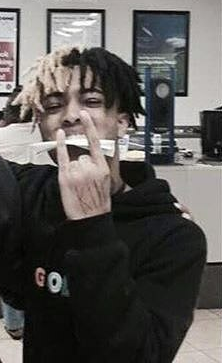
Jahseh w marcu 2017

Onfroy ogłosił swoją pierwszą ogólnokrajową trasę koncertową 28 kwietnia 2017 roku. Trasa, zatytułowana „The Revenge Tour”, miała łącznie 26 koncertów i wywołała wiele kontrowersji w mediach, podczas jednego z koncertów Onfroy został znokautowany po kłótni na scenie a jeden z widzów został dźgnięty nożem, Onfroy został też wrzucony na barykady przez ochronę. Jasheh ogłosił anulowanie pozostałych koncertów, ponieważ jego kuzyn został zastrzelony 24 czerwca 2017 r. Onfroy brał udział w XXL „2017 Freshman Class”. XXXTentacion wydał swój debiutancki solowy mixtape, Revenge, 16 maja 2017 roku. Składa się on z ośmiu wcześniej wydanych utworów. Wspólny mixtape kolektywu Members Only, Members Only, Vol. 3, został wydany 26 czerwca 2017 roku. Onfroy wydał swój debiutancki album, 17, 25 sierpnia 2017 roku. Album zadebiutował na 2 miejscu na liście Billboard 200, sprzedając się w ilości 86 000 egzemplarzy w pierwszym tygodniu. Album otrzymał mieszane reakcje krytyków muzycznych, z których niektórzy chwalili album za osobiste narracje i różnorodny styl muzyczny. 3 września 2017 r. Onfroy ogłosił, że Bad Vibes Forever, jego drugi album, wciąż jest w produkcji. Siedem piosenek Onfroya z albumu 17 – „Jocelyn Flores”, „Revenge”, „Fuck Love”, „Everybody Dies in Their Nightmares”, „Depression & Obsession”, „Save Me” i „Carry On” zadebiutowały na liście Billboard Hot 100 pod numerami odpowiednio 31, 77, 41, 54, 91, 94 i 95. Jocelyn Flores stała się najwyżej notowaną piosenką Onfroya od czasu „Look at Me”. Onfroy w tym samym czasie pojawił się gościnnie w piosence Kodaka Blacka „Roll in Peace”, z projektu Project Baby 2. Piosenka osiągnęła 31 pozycję na liście Hot 100. 12 września 2017 roku Onfroy wydał swój pierwszy oficjalny teledysk do swojej piosenki „Look at Me” z 2015 roku, w tym samym filmie pojawił się dodatkowo teledysk do jego piosenki „Riot” również z 2015 roku. Wytwórnia Onfroya, Bad Vibes Forever, podpisała umowę dystrybucyjną ze Caroline, 19 października 2017 r. Umowa, o wartości podobno 6 milionów dolarów, dotyczyła tylko jednego albumu. Niedługo potem, 25 października 2017 r., Onfroy ogłosił, że rezygnuję z tej umowy, mimo że jego przedstawiciel twierdził, że kontrakt nadal jest podpisany. Dwa dni później Jasheh ogłosił, że odchodzi na emeryturę. 30 października 2017 r. Onfroy ogłosił, że znów będzie tworzył muzykę, jeśli inny raper i jego „były najlepszy przyjaciel”, Ski Mask the Slump God, znów będzie jego przyjacielem. Później Onfroy odpowiedział na pytanie fanów podczas transmisji na żywo na jego Instagramie dotyczące jego przejścia na emeryturę, mówiąc:

Czy odchodzę? Tak, odchodzę – nie wiem na jak długo, ale po prostu nie zamierzam teraz tworzyć muzyki.

21 września 2017 roku Noah Cyrus wydała swój singel zatytułowany „Again” z gościnnym udziałem Onfroya. Onfroy zaprezentował nowy utwór 2 listopada 2017 r., ogłaszając swój powrót do tworzenia muzyki. Jasheh ogłosił datę premiery albumu Bad Vibes Forever na 17 listopada 2017 r. Mówiąc o albumie, Onfroy powiedział:

Będzie to mieszanka gatunków, z którymi wcześniej się bawiłem, jeśli nie jesteś moim fanem, to nie jest album dla ciebie, on jest tylko dla prawdziwych fanów.

 Tytuł albumu ma taką samą nazwę jak jego wytwórnia. 11 grudnia 2017 r. Onfroy wydał EP A. Ghetto Christmas Carol na SoundCloud. Potem Onfroy ogłosił, że przygotowuje trzy albumy, które mają być gotowe w roku 2018. Po zwolnieniu z aresztu domowego ogłosił tytuły wszystkich trzech krążków: Skins, Bad Vibes Forever i ?.

### 2018:?
22 stycznia 2018 r. Onfroy ogłosił na Instagramie, że on i nowojorski raper Joey Badass pracują razem nad nowym projektem i obaj wydali freestyle do piosenki „King’s Dead” na SoundCloud 9 marca 2018 r. XXXTentacion przesłał wideo na swój kanał na YouTube o tytule „#THEHELPINGHANDCHALLENGE” tego samego dnia. Film pokazuje jak Onfroy przekazuje instrumenty muzyczne, konsole do gier wideo i inne prezenty rodzinom z adoptowanymi dziećmi. Jasheh założył kanał na platformie YouTube już 22 czerwca 2015 r. wykorzystywał go wtedy do publikowania swoich utworów, z początkiem 2018 zaczął przesyłać na niego filmy gdzie gra w gry i vlogi. Kanał do dziś zdobył 41 miliona subskrybentów i 11,3 miliarda wyświetleń wszystkich filmów (stan na 31 października 2024). Wkrótce potem Onfroy oświadczył, że jego album jest już gotowy i przygotowuje się do wydania go, ale zrobi to dopiero po tym, jak rozpoczęty przez niego hasztag #HELPINGHANDCHALLENGE osiągnie milion wzmianek na Instagramie.
Onfroy wydał singel 2 lutego, zatytułowany „Shining Like the Northstar”. Pojawił się także w utworze „Banded Up” autorstwa producenta muzycznego Ronny’ego J, który był jego wieloletnim współpracownikiem. Jasheh wydał piosenkę „Hope” na swoim koncie SoundCloud 21 lutego 2018 roku, utwór jest poświęcony ofiarom strzelaniny w Stoneman Douglas High School, która miała miejsce w Parkland, kilka mil na północ od rodzimego miasta Onfroya. Onfroy ogłosił, że wyda 2 piosenki o północy 2 marca 2018 roku, oba utwory to dwa pierwsze single z jego albumu o tytule „?”. Główny singel „?”, „Sad!”, został wydany kilka godzin później obok utworu „Changes”, w którym występuje inny członek XXL „Freshman” z 2017 roku, PnB Rock. "Sad!" zadebiutował na 17 miejscu na liście Hot 100, stając się jego najwyżej notowaną piosenką w Stanach Zjednoczonych, po śmierci Onfroya zajął pierwsze miejsce przed wydaniem oficjalnego teledysku 28 czerwca. Obecnie singiel osiągnął w samym USA status dziewięciokrotnej platyny, a na takich serwisach streamingowych jak youtube czy Spotify, przebój został odtworzony kolejno miliard oraz 1,6 miliarda razy. Piosenki „Moonlight” i „Hope” również znalazły się na tej liście po jego śmierci, osiągając odpowiednio 13 i 70 miejsce.
Onfroy ogłosił datę premiery swojego drugiego albumu studyjnego,?, na 12 marca 2018 roku. Udostępnił listę 18 utworów z gościnnymi udziałami m.in.: Joeya Bada$$, Travisa Barkera i PnB Rocka. ? został jednak wydany 16 marca 2018 roku. ? zadebiutował na pierwszym miejscu listy Billboard 200, stając się pierwszym numerem jeden Onfroya. Krótko po wydaniu ?, Onfroy podpisał nowy kontrakt z Empire Distribution na swój trzeci solowy album o wartości dziesięciu milionów dolarów.

### Wydania pośmiertne
21 czerwca 2018 roku ukazała się pierwsza pośmiertna piosenka z udziałem Onfroya, „Ghost Busters”, rapera Trippie Redda z gościnnym udziałem Quavo i Ski Mask the Slump Goda. XXL wydał serię freestyle’ów, które Onfroy wykonał jako część swojego udziału w „2017 Freshman Cypher”. Ugly God wydał piosenkę zatytułowaną „Tear Drop” 22 czerwca 2018 r., w której znalazły się wspomniane wcześniej niewydane zaszyfrowane wersety Onfroya. Kilka miesięcy później Jasheh wygrał nagrodę Best New Hip Hop Artist na BET Hip Hop Awards oraz wygrał Ulubiony Album-Soul/R&B na 17 gali American Music Awards.
31 sierpnia 2018 r. raper z Houston Sauce Walka wydał swój mixtape Drip God, który zawierał piosenkę z Onfroyem zatytułowaną „Voss” wyprodukowaną przez producenta Carnage.
17 sierpnia 2018 roku iLoveMakonnen ogłosił utwór zmarłego piosenkarza Lil Peepa i Onfroya zatytułowany „Falling Down”. Piosenka jest przeróbką utworu „Sunlight on Your Skin” wykonanej przez Makonnena i Peepa, nowa wersja zawiera wersety Onfroya, które nagrał po śmierci Peepa, aby oddać jemu hołd. Singel został oficjalnie wydany 19 września 2018 roku.
27 września 2018 r. Kanye West ogłosił, że Onfroy pojawi się gościnnie na jego dziewiątym albumie studyjnym, Yandhi. Tego samego dnia poinformowano, że Onfroy pojawi się też na dwunastym albumie Lila Wayne’a, Tha Carter V, album ukazał się następnego dnia. Onfroy pojawił się w piosence „Don’t Cry”. Teledysk do tego utworu został później wydany w dniu 21. urodzin Onfroya.
22 października 2018 roku menedżer Onfroya Soloman Sobande stwierdził w wywiadzie dla Billboard, że trzeci album Jasheha ukaże się wkrótce. 25 października 2018 r. producent Skrillex wydał piosenkę „Arms Around You”, która jest efektem współpracy z Onfroyem, Lil Pumpem, Malumą i Swae Lee. Utwór został pierwotnie nagrany w 2017 roku z raperem Rio Santaną.
8 listopada 2018 roku ogłoszono datę wydania pierwszego pośmiertnego albumu Onfroya i zarazem jego trzeciego studyjnego albumu, Skins, na 7 grudnia 2018 roku. Pierwszy singel ze Skins, zatytułowany „Bad!”, został wydany 9 listopada 2018 roku. Onfroy niespodziewanie pojawił się w utworze Lila Wayne’a i Ty Dolla Sign „Scared of the Dark” ze ścieżki dźwiękowej albumu Spider-Man: Uniwersum.
23 stycznia 2019 roku kolektyw Members Only wydał album Members Only, Vol. 4.
12 czerwca 2019 roku Craig Xen wydał piosenkę Run It Back! razem z XXXTentacionem.
Miesiąc później, 21 lipca 2019 r., ukazała się kolejna pośmiertna piosenka, zatytułowana „Royalty”, w której wystąpił, Ky-Mani Marley, Stefflon Don i Vybz Kartel. Utwór inspirowany był gatunkiem dance-hall był pierwszym utworem wydanym z albumu, Bad Vibes Forever, który miał się ukazać jesienią 2019 roku. 21 października 2019 roku piosenka „Hearteater” została oficjalnie wydana jako drugi singel z albumu. 22 listopada 2019 roku ukazał się tytułowy utwór z albumu Bad Vibes Forever. Czwarty i ostatni album studyjny został wydany 6 grudnia 2019 roku. W styczniu 2020 r. Lil Wayne samplował piosenkę XXXTentaciona „The Boy with the Black Eyes” na swoim albumie Funeral, w  utworze „Get Outta My Head”. 2 czerwca 2020 roku ukazało się ponowne wydania singla RIOT by wesprzeć ruch Black Lives Matter spowodowanym głównie zamieszkami po śmierci George’a Floyda.
15 marca 2022 roku premierę miał film dokumentalny o XXXTentacionie pod tytułem "Look at Me: XXXTentacion" ukazujące życie Jahseh Onfroya.
10 czerwca 2022 roku wyszedł oficjalny soundtrack filmu. Album pod tytułem "LOOK AT ME: THE ALBUM" zawierający stare piosenki XXXTentaciona których nie było na streamingach jak i największe hity artysty wraz z piosenką "True Love" z Kanye Westem, która pierwotnie miała ukazać się na albumie Donda 2 od Westa.
18 czerwca 2023 roku w piątą rocznice śmierci XXXTentaciona wyszedł singiel z Lil Uzi Vertem "I’m Not Human".

## Śmierć

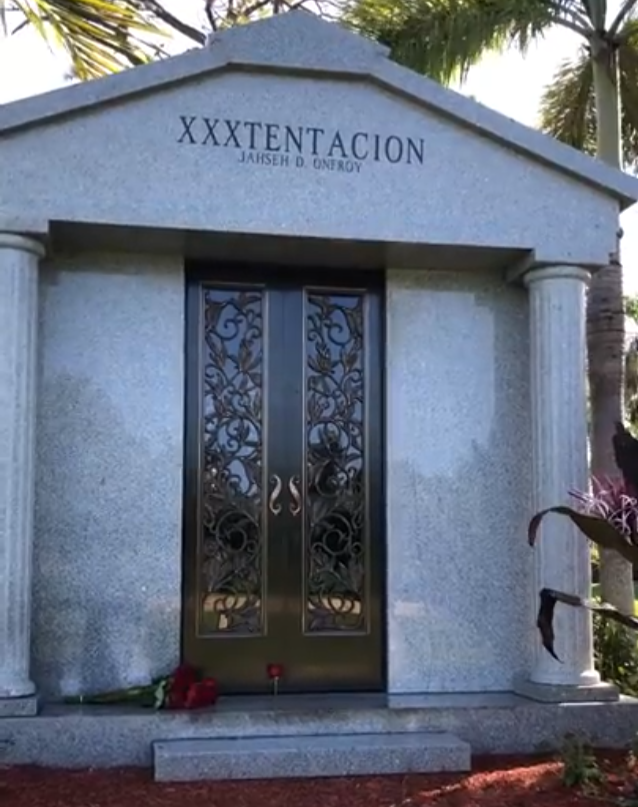
Grób XXXTentaciona

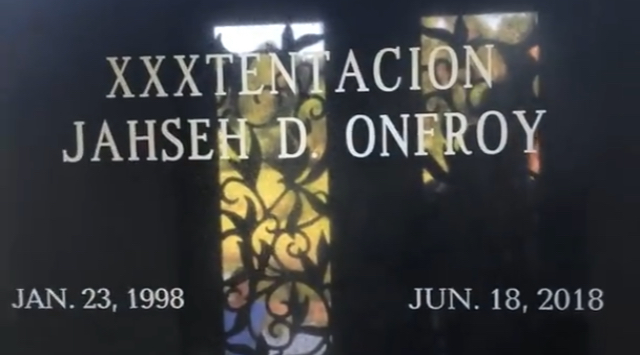
Napis na nagrobku

O 15:56 czasu lokalnego 18 czerwca 2018 r. Onfroy, opuszczając salon motocyklowy Riva Motorsports w Deerfield Beach na Florydzie, został zablokowany przed opuszczeniem parkingu przez czarnego SUV-a Dodge Journey. Dwóch uzbrojonych mężczyzn wysiadło z SUV-a i podeszło do rapera, który siedział na miejscu kierowcy. Po krótkiej szarpaninie uzbrojeni mężczyźni ukradli małą torbę marki Louis Vuitton zawierającą 50 000 dolarów i postrzelili Onfroya kilka razy. Sprawcy uciekli z miejsca zdarzenia swoim SUV-em. Onfroy został później przetransportowany przez sanitariuszy do pobliskiego szpitala Broward Health North w Deerfield Beach, gdzie uznano go za zmarłego o godzinie 17:30. Podejrzany Dedrick Devonshay Williams z Pompano Beach został aresztowany dwa dni po strzelaninie, krótko przed godziną 19:00. Był przetrzymywany w więzieniu hrabstwa Broward, i został oskarżony o morderstwo pierwszego stopnia bez premedytacji. W ciągu kilku tygodni po wydarzeniu, trzy różne osoby zostały aresztowane w związku z morderstwem Onfroya.
W swoim testamencie Onfroy uczynił swoją matkę Cleopatrę i brata Aidena jedynymi beneficjentami swojej posiadłości. Przyszłe dziecko Onfroya, z którym jego dziewczyna w chwili jego śmierci była w ciąży, nie zostało wymienione w testamencie.

### Pogrzeb
Nabożeństwo z otwartą trumną Onfroya miało miejsce 27 czerwca w BB&T Center w Sunrise na Florydzie, gdzie fanom pozwolono złożyć artyście hołd. Jego prywatny pogrzeb odbył się 28 czerwca, gdzie wśród uczestników byli raperzy Lil Uzi Vert i Lil Yachty oraz piosenkarka Erykah Badu. Został pochowany w mauzoleum w Gardens of Boca Raton Memorial Park w Boca Raton na Florydzie.

## Styl muzyczny
Muzyka XXXTentaciona eksplorowała w szeroką gamę gatunków, w tym emo rap, trap, lo-fi, indie rock, punk rock, nu metal i hip-hop. Jego inspiracje obejmowały takich artystów jak: Kurt Cobain, którego określał jako swoją największą inspirację, The Weeknd, Tupac Shakur, Cage the Elephant, The Fray, Papa Roach, Three Days Grace, Hoobastank, Chingy, Gorillaz, Coldplay, Tech N9ne i Eminem. Mówiąc o swoich wpływach XXXTentacion powiedział:

Naprawdę interesuję się wielogatunkowymi rzeczami, które nie opierają się tylko na samym rapie. Bardziej inspirują mnie artyści z innych gatunków niż rap.

 XXXTentacion jako artysta został zdefiniowany jako wszechstronny, a jego muzyka została określona jako: posiadająca estetykę „lo-fi”, zróżnicowana i eksperymentalna, czerpiąca wpływy z heavy metalu. Jego muzyka ma również tendencję do zawierania zniekształconego basu i „zamierzonego braku dopracowania”. Mówiąc o tym, XXXTentacion powiedział, że celowo złe miksowanie w jego utworach sprawia, że jego muzyka jest „autentyczna”. Niektórzy fani zauważyli również, że jego muzyka zainspirowała wielu wschodzących artystów, takich jak Lil Pump i Trippie Redd.

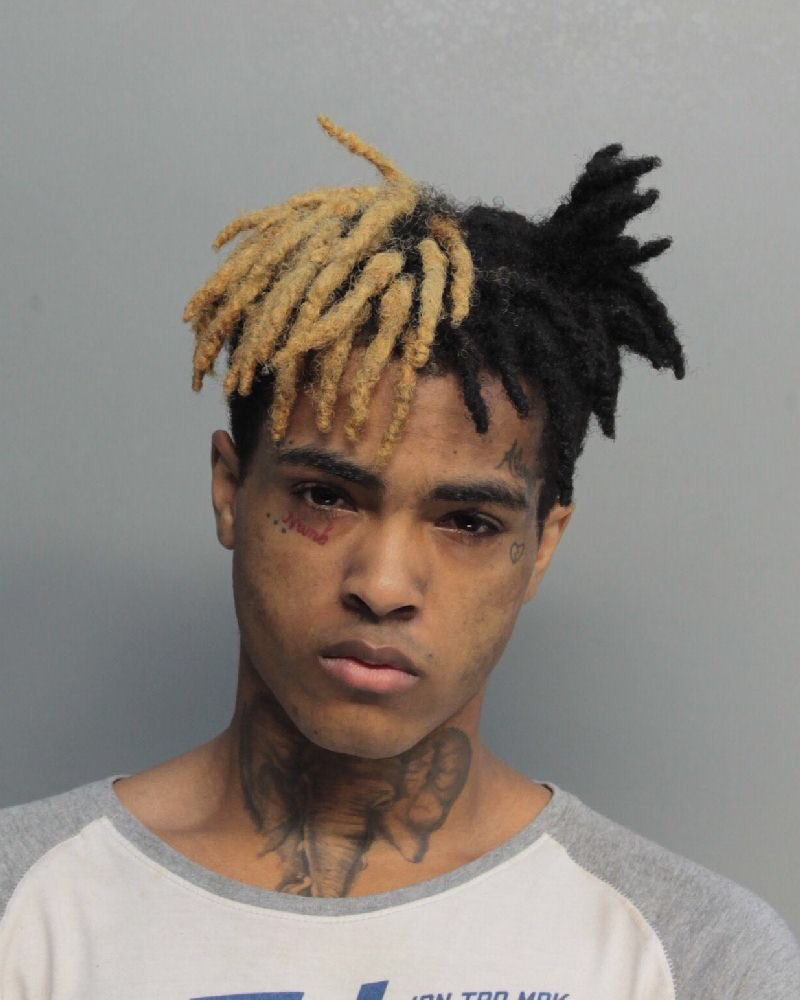
XXXTENTACION w październiku 2016

XXXTentacion generalnie zmieniał swój styl wokalny w zależności od rodzaju piosenki, jaką wykonywał. Jego styl wokalny został opisany jako wykazujący „emocjonalną wrażliwość” w znacznie bardziej przygnębiających utworach i jako replikujący krzyki w znacznie bardziej agresywnych utworach. Jego teksty piosenek zostały opisane jako dziwaczne i szokujące, często odnosząc się do „przemocy, seksu i narkotyków”, chociaż w niektórych projektach, takich jak The Fall i 17, teksty piosenek Onfroya było bardziej emocjonalne w porównaniu z jego poprzednimi pracami, często odnosząc się do niego oraz do samotności, depresji, izolacji i lęku. Był znany też ze swojej „przygnębiającej, a czasem wyniszczającej” muzyki, która zwracała uwagę na zdrowie psychiczne.

## Wizerunek publiczny i konflikty
Onfroy był uważany za postać kontrowersyjną w branży hip-hopowej z powodu atakowania fanów, publicznych waśni z innymi artystami, i ogólnych skandali i kontrowersji w mediach społecznościowych. Spin określił Onfroya jako „najbardziej kontrowersyjny człowiek rapu”.
24 sierpnia 2017 r., dzień przed wydaniem swojego debiutanckiego albumu, 17, Onfroy przesłał na platformę społecznościową Instagram wideo przedstawiające swoje upozorowane samobójstwo poprzez powieszenie. Później przesłał wideo również na Instagram, przedstawiające to wideo jako część jego teledysku.
Onfroy przesłał teledysk na YouTube do swojej piosenki „Riot” 12 września 2017 r. Kontrowersyjna scena w teledysku przedstawia go, jak zakłada pętlę na szyję białego dziecka, a następnie go wiesza. Rozmawiając na transmisji na żywo na Instagramie, powiedział swoim obserwatorom, że wideo nie wspiera ruchu Black Lives Matter, ale wspiera ruch All Lives Matter.

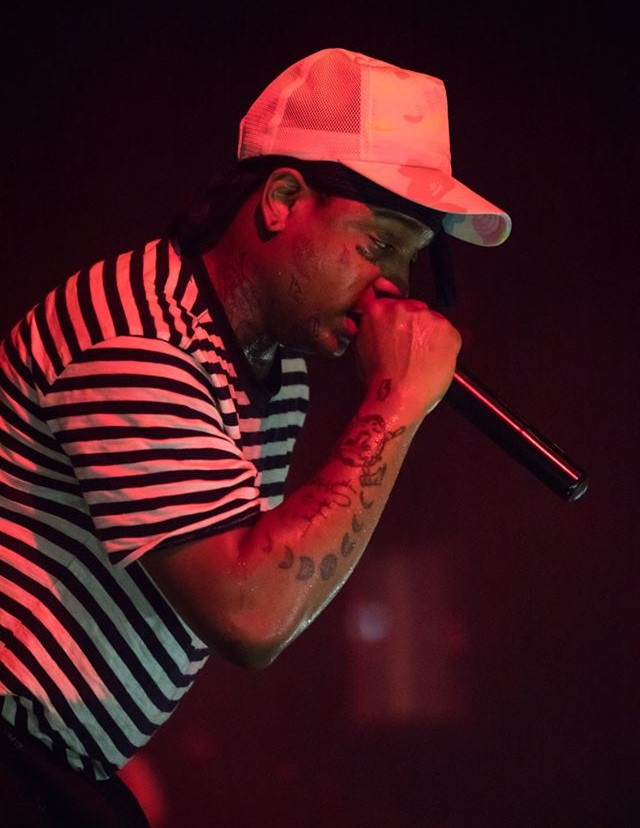
Ski Mask the Slump God przyjaciel i wieloletni współpracownik Onfroya

Onfroy ogłosił, że odchodzi z  muzyki 27 października 2017 roku. Następnie Onfroy stwierdził, że ponownie zacznie tworzyć muzykę, jeśli raper z Południowej Florydy, częsty współpracownik i jego „były najlepszy przyjaciel” Ski Mask the Slump God ponownie zostanie jego przyjacielem, mówiąc swoim fanom, aby namówili Ski Maska do zaprzyjaźnienia się z X'em. Post doprowadził do wymiany słów w mediach społecznościowych, Onfroy wyjaśnił swoją pozycję za pomocą funkcji Instagram Live na Instagramie:

To był brak uznania z jego strony. (...) On postawił biznesową perspektywę przed osobistymi relacjami, a ja traktowałem go jako przyjaciela i jako brata przez bardzo długi czas. Szczerze to gówno nie dotyczy niczego, co zrobiłem źle. Nie mogę nawet powiedzieć, że coś mu zrobiłem, a nie wejdę do Internetu i nie wyrażę tego, gdybym nie dbał o związek, ale już wiesz, jak to idzie. Wykorzystują cię tam, gdzie chcą, a potem rozstają się. Byłem często wykorzystywany, jeśli nie zauważyłeś.

Ski Mask odpowiedział wkrótce potem, używając funkcji relacji na Instagramie:

Zawsze będę kochać tego czarnucha wyglądającego na obcego o imieniu XXX, ale muszę się zdystansować, ponieważ to tak, jakby nikt nie widział mnie jako indywidualnego rapera, na dodatek, ten czarnuch jest szalony jak diabli.

Ski Mask następnie twierdził, że Onfroy groził swojej rodzinie. 8 grudnia 2017 r. Onfroy napisał na Instagramie: „Nie przejmuj się tym, co o mnie powiedziałeś, wiesz, kto cię wspiera, kocham cię na zawsze”, odnosząc się do Ski Mask the Slump Goda. Później, podczas festiwalu Rolling Loud w Miami w 2018 roku, pogodzili się, kończąc spór.
Kanadyjski raper Drake zaprezentował nowy utwór zatytułowany „KMT” 28 stycznia 2017 roku. Piosenka, po jego zapowiedzi, została porównana przez użytkowników w mediach społecznościowych do przełomowej piosenki Onfroya „Look at Me” ze względu na użycie podobnego stylu rapowania. Przed wydaniem KMT, HotNewHipHop ujawnił, że Drake obserwował konto Onfroya na Twitterze. W wywiadzie dla XXL, Onfroy został zapytany o utwór Drake’a, Jasheh odpowiedział:

Jeśli Drake zamierza przejąć nurt nie wiem, czy zrobił to zgodnie z prawem, ale jeśli tak jest, przynajmniej skontaktuj się z czarnuchem, pomóż czarnuchowi w tej sytuacji.

Drake wydał mixtape More Life 18 marca 2017 roku, który zawierał utwór „KMT”. Onfroy został zwolniony z więzienia dwa tygodnie później, następnie podczas wywiadu dla WMIB, nazwał Drake’a „suką” i powiedział, że szanuje wpływ Drake’a, ale czuje, że „KMT” go lekceważy. Następnego dnia na Twitterze Onfroy zamieścił zdjęcie matki Drake’a, mówiącej „może to dostać”. Następnie opublikował zdjęcie matki Drake’a i jego samego jako dziecko z twarzą Onfroya sfotografowaną nad twarzą ojca Drake’a, Dennisa Grahama. Później, w wywiadzie dla DJ Semtex, Drake zaprzeczył tym oskarżeniom, że ukradł „flow” Onfroya. Drake również zaprzeczył, że go zna i powiedział, że słyszał o nim tylko w związku z plotkami krążącymi po wydaniu „KMT”. Onfroy odpowiedział na swoim Twitterze, prosząc, aby Drake „przyjechał na Florydę”.
Raper Offset z hip-hopowej grupy Migos podczas transmisji na żywo na Instagramie, bronił Drake’a i zaatakował Onfroya, jeszcze bardziej eskalując spór.
Chicagowski raper 600Breezy twierdził następnie, że Drake dał mu pozwolenie w zamieszanie się w spór i zaatakowanie Onfroya. 600Breezy powiedział Onfroyowi, że „ma kilku czarnuchów, którzy znokautują Cię w twoim własnym mieście”. 600Breezy później udał się na Florydę, aby spróbować znaleźć X'a, choć było to bezowocne.
14 listopada Onfroy opublikował na swoim Instagramie wpis oskarżający grupę rapową Migos o zaatakowanie go i celowanie w niego z broni palnej z powodu jego wcześniejszych problemów z Drakiem.
Serwis streamingowy Spotify ogłosił 10 maja 2018 r., że przestanie promować lub polecać muzykę Onfroya, uwięzionego rapera Tay-K i artysty R&B R. Kelly’ego. Spotify stwierdziło: „Nie cenzurujemy treści z powodu zachowania artysty lub twórcy, ale chcemy, aby nasze decyzje redakcyjne – co wybieramy do programowania – odzwierciedlały nasze wartości”. Decyzja o usunięciu muzyki Onfroya z wyselekcjonowanych list odtwarzania została później cofnięta.

### Incydenty podczas koncertów
26 marca 2017 r., gdy  Onfroy wyszedł z więzienia, zorganizował koncert-niespodziankę, który odbył się 7 kwietnia w Miami. Cena biletu wynosiła 5 USD, przez co na występ zebrało się dużo osób. Jednak zanim się odbył, wybuchły zamieszki. Policja w końcu eskortowała Onfroya i zamknęła show.
Raper i członek Members Only Wifisfuneral został zaatakowany podczas pierwszego koncertu podczas trasy Revenge Tour w Houston 31 maja 2017 roku. Wifisfuneral skoczył w publiczność, gdzie kilku widzów zaczęło go kopać.
Podczas koncertu w San Diego w czerwcu 2017 r. doszło do bójki, w wyniku której Onfroy stracił przytomność, a członek publiczności został dźgnięty nożem. Napastnik który zaatakował Jaseha był współpracownikiem rapera Roba Stone’a, który był zaangażowany w spór z Onfroyem i Ski Maskiem. Spór doprowadził już do tego, że Ski Mask the Slump God został zaatakowany podczas trasy koncertowej rapera Desiigner. Stone wydał po incydencie utwór zatytułowany „Xxxtracredit”, w którym wspomina o ataku w San Diego, a następnie mówi Onfroyowi, aby „nie wracał do Kalifornii”. Później w wywiadzie Stone zaprzeczył, że wiedział, kim był ten napastnik. W październiku 2017 roku Stone potwierdził, że on i Onfroy rozwiązali swój spór.
Onfroy uderzył fana podczas koncertu w Salt Lake City w stanie Utah 16 czerwca 2017 r. Jasheh twierdził, że działał w samoobronie, ponieważ poprosił, aby nikt z publiczności go nie dotykał, ostrzegając, że uderzy osobę która go dotknie.
Onfroy miał wystąpić w Concord Music Hall w Chicago 20 czerwca 2017 roku. Koncert został jednak odwołany w ostatniej chwili, co doprowadziło do tego, że setki fanów zalały ulice i prawie doszło do zamieszek. Onfroy powiedział, że powodem odwołania spektaklu była decyzja dyrekcji obiektu. Trzy dni później jego kuzyn został zastrzelony przez co Jasheh odwołał swoją trasę.
Po wydaniu albumu Onfroya 17, ogłoszono koncert z darmowym wejściem, który miał się odbyć 2 września 2017 roku w Tampa na Florydzie. Miejsce było w stanie obsłużyć tylko 750 widzów, ale ponad 3000 osób pojawiło się na koncercie co spowodowało odwołanie wydarzenia. Doprowadziło to do tego, że wielu fanów artysty wywołało zamieszki na ulicy, policja musiała rozbić tłum. Niektórzy fani twierdzili później w Internecie, że zostali zaatakowani gazem łzawiącym przez funkcjonariuszy policji podczas zamieszek.
Onfroy brał udział w kolejnej bójce z fanem podczas festiwalu Rolling Loud w Kalifornii 23 października 2017 r. Onfroy ogłosił na Instagramie, że walka była czysto samoobrona.

## Problemy z prawem

### Problemy za młodu
Pod koniec 2012 roku Onfroy został aresztowany za posiadanie 21 gramów marihuany. Został skazany na jeden miesiąc aresztu dla nieletnich i sześć miesięcy w zakładzie poprawczym behawioralnym. Wkrótce po zwolnieniu został ponownie aresztowany za włamanie się do domu w celu kradzieży laptopa, na którym chciał tworzyć muzykę.
W 2014 roku Onfroy został skazany na rok pozbawienia wolności w areszcie dla nieletnich pod zarzutem posiadania broni. Według Onfroya, w czasie jego pobytu w areszcie, prokurator okręgowy próbował sądzić go jako dorosłego za posiadanie broni, za co groziłby mu wyrok od 5 do 10 lat więzienia.

### Dylan Turner
Dylan Turner, pochodzący z New Jersey, studiujący na Full Sail University, był menadżerem XXXTentaciona i Ski Maska w 2016 roku. Ze względu na brak doświadczenia Onfroya w muzyce i brak doświadczenia Turnera w zarządzaniu karierą, zgodzili się, żeby Turner zarabiał tylko z dochodów z piosenki „Look at Me!”. Kiedy ta kwota gwałtownie wzrosła, rozwścieczony Onfroy włamał się do mieszkania Turnera, ukradł mu laptop i dźgnął go w brzuch. Turner wymagał pilnej operacji i doznał poważnych urazów zagrażających życiu, a utrata ważnych danych na laptopie spowodowała koniec jego kariery. Jednakże Turner zobowiązał się do wycofania zarzutów przeciwko Onfroyowi, jeśli jego komputer będzie mógł zostać zwrócony, Jasheh dotrzymał słowa, mimo że wszystkie pliki zostały usunięte.

### Napaść z użyciem broni i napaść na dom
W lipcu 2016 roku, kilka dni po tym, jak został zwolniony za kaucją za dźgnięcie Dylana Turnera, Onfroy został aresztowany i oskarżony o rabunek, napaść z użyciem broni i napaść na dom popełnioną prawie dwa lata wcześniej. Według raportu z aresztowania Onfroy wszedł do domu Che Thomasa z trzema innymi osobami, uzbrojonymi w broń palną. Po trzykrotnym uderzeniu Thomasa pistoletem, Onfroy uciekł z domu z iPadem, iPhonem, Sony PlayStation Portable i 20 dolarami.
Onfroy został pierwotnie aresztowany w Orlando, dopóki nie został przeniesiony do Orange County. Jego ciągłe przenoszenie było spowodowane ostatecznie udanym planem prokuratorów, aby znaleźć jurysdykcję, która oskarżyłaby go jako dorosłego o przestępstwo popełnione jako nieletni. Został zwolniony warunkowo we wrześniu 2016 r.

### Pobicie
Po wpłaceniu kaucji w wysokości 10 000 dolarów na początku października tego samego roku, w oczekiwaniu na proces, Onfroy został ponownie aresztowany pod zarzutem manipulacji świadkiem i pobicia ciężarnej ofiary. 26 marca 2017 r. Onfroy został zwolniony z więzienia, po tym jak został oskarżony o rozbój i napaść z użyciem broni. Jego proces o pobicie ciężarnej ofiary pierwotnie miał się odbyć w maju 2017 r. jednak był kilkakrotnie odkładany, ostatecznie miał się odbyć 5 października 2017 r. 8 września 2017 r. Pitchfork ujawnił zeznania ofiary Onfroya. Proces został następnie ponownie opóźniony na datę 11 grudnia 2017 r. Kontrowersje pojawiły się ponownie po tym jak Onfroy przekazał 100 000 dolarów na programy zapobiegania przemocy w rodzinie, a następnie, gdy Onfroy ogłosił wydarzenie mające na celu wsparcie ofiar gwałtu, chociaż zostało ono później odwołane.
Proces Onfroya został ponownie przełożony po tym, jak była dziewczyna Onfroya, rzekoma ofiara w sprawie, złożyła oświadczenie pod przysięgą, prosząc o „całkowite wycofanie” zarzutów. Odmówiła również składania zeznań w sądzie. W odpowiedzi prokuratura postanowiła podzielić sprawę na dwie części, przy czym przeciwko Onfroyowi postawiono zarzuty manipulacji świadkiem, a nowy termin rozprawy ogłoszono na 15 grudnia 2017 r. 10 grudnia 2017 r. Onfroy opublikował wiadomość na Instagramie, pisząc:

Data rozprawy jest 15 [grudnia] o 9:00 rano, oto moje informacje sądowe, jeśli zostanę aresztowany, chcę powiedzieć wszystkim, których zawiodłem, przepraszam , starałem się jak mogłem, naprawdę...

Następnie ujawnił informację o rozprawie sądowej.
Onfroy nie przyznał się do winy i został aresztowany po złożeniu wniosku przez prokuraturę. Był przetrzymywany bez kaucji. 20 grudnia 2017 r. potwierdzono, że Onfroy został zwolniony do aresztu domowego. Onfroy został zwolniony z aresztu domowego 21 marca 2018 r.
W 2019 r. ujawniono dokumenty i nagrania rozmów telefonicznych Onfroya z matką, które odbywał z więzienia, w których sugerowano, że była dziewczyna Onfroya mogła nigdy nie być w ciąży.

### Kontrowersje wokół wideo ze Snapchata
Krótko po zwolnieniu z aresztu domowego, na Snapchacie pojawiło się wideo, na którym Onfroy uderzał kobietę, nagranie pochodziło z 2013 roku, gdy miał 15 lat. Adwokaci Onfroya twierdzili, że wideo, które zawiera podpis napisany przez kobietę, który sardonicznie brzmi „Nienawidzę tego czarnucha” było żartem. Onfroy twierdził później, że obawiał się, że kobieta będzie chciała wykorzystać go finansowo i że członkowie jej rodziny już do niego dzwonili, prosząc o pieniądze, dlatego ją uderzył. Kobieta pokazana na filmie z Onfroyem kilka dni później, powiedziała, że była „przerażona o swoje życie”; jednak, według TMZ, Onfroy zamierzał pozwać kobietę o oszustwo i zniesławienie po tym, jak jej rodzina rzekomo zażądała dużej sumy. pieniędzy w zamian za jej milczenie. Kobieta wydała później oświadczenie, w którym stwierdziła, że wersja wydarzeń opisana przez Onfroya była poprawna i że „ma nadzieję, że ludzie zobaczą wideo w zabawnym kontekście, w którym zostało nagrane i nic więcej”. Jego zarzuty o przemoc domową, na które oczekiwał procesu, zostały oddalone po jego śmierci.

### Wyciekłe nagrania
23 października 2018 r. Pitchfork udostępnił potajemnie nagrane nagranie 18-letniego Onfroya rozmawiającego ze znajomymi w czasie jego aresztowania 8 października 2016 r. Pitchfork twierdził, że na nagraniu rzekomo przyznał się do przemocy domowej i opisał cały incydent, w którym dźgnął nożem dziewięć osób. Taśma została uznana przez prokuraturę za przyznanie się do winy. Rozszerzona wersja nagrania wydana później i zawierała Onfroya który mówił na temat swojej dziewczyny: „Nie dotknąłem jej. Wybaczyłem jej”. Jedna szczególnie napięta rozmowa o byłej dziewczynie Onfroya miała miejsce w dniu 26 października 2016 r., kiedy powiedział innej kobiecie: „Już dostałem to, czego chciałem, już uderzyłem ją w twarz – jej twarz w Internecie, zrobiłem, że wyglądała źle w Internecie,”. Później tego samego dnia klip audio z rozmowy został opublikowany na Instagramie Onfroya, gdzie mówił, że „rozwalił jej twarz”.

## Życie prywatne
Onfroy miał dwoje przyrodniego rodzeństwa – starszą siostrę Arianę i młodszego brata Aidena. Onfroy mieszkał całe życie na Florydzie, w przeszłości mieszkał z raperem Denzelem Currym i producentem Ronnym J. Przed śmiercią Onfroy przeprowadził się do rezydencji o powierzchni 6000 stóp kwadratowych (560 m²) w Parkland na Florydzie, którą kupił w listopadzie 2017 r. za 1,4 mln dolarów. W lutym 2018 r. Onfroy opublikował na Instagramie post o tym że przygotowuje się do powrotu do szkoły, a w marcu 2018 r. ogłosił, że idzie do college’u, aby uzyskać GED. Onfroy publicznie informował o swojej walce z depresją i o swym zdrowiu psychicznym..
Była dziewczyna Onfroya, Geneva Ayala, oskarżyła Onfroya o przemoc domową. Według oświadczenia Ayali, Onfroy czasami ją bił, dusił, łamał wieszaki na jej nogach, groził, że odrąbie jej włosy lub odetnie język, przyciskał jej noże lub nożyczki do twarzy i trzymał głowę pod wodą w łazience, obiecując ją utopić. „Jego ulubioną rzeczą było po prostu łapać moje usta” – mówi Ayala. „To zawsze pozostawiało pręgi na moich ustach”. Pierwszy incydent przemocy domowej miał rzekomo miejsce, gdy Onfroy uderzył Ayalę i zbił jej iPhone’a 6S, ponieważ pochwaliła nową biżuterię swojego kolegi. Onfroy później naprawił jej telefon. W jednym z incydentów opowiedzianych prokuratorowi, Ayala powiedziała, że Onfroy zapytał ją, jaki przedmiot chce, by wepchnął go do jej pochwy: widelec do grilla z długim uchwytem lub drucianą szczotkę do grilla, wybrała widelec, a Onfroy kazał jej się rozebrać. Twierdziła, że Onfroy lekko przeciągał narzędzie po wewnętrznej stronie uda, wtedy zemdlała. Onfroy utrzymywał swoją niewinność aż do śmierci. Ayala powiedziała, że Onfroy często obwiniał ją o próby samobójcze. Ayala stwierdziła, że zwykł napełniać wannę wodą, a potem przynosić mikrofalówkę i machać nią, grożąc, że ją puści. Innym razem podobno zwisał za nogi z balkonu na dwunastym piętrze i ponownie groził samobójstwem. Po śmierci Onfroya, Ayala odniosła się do tych, którzy dyskutowali o jej oskarżeniach przeciwko Onfroyowi: „To obrzydliwe, że ludzie mówią w moim imieniu”.
Około stycznia 2018 r. Onfroy związał się z Jenesis Sanchez. Trzy dni po jego śmierci matka Onfroya ogłosiła na Instagramie, że Sanchez jest w ciąży z Onfroyem. W wywiadzie Sanchez powiedziała, że Onfroy został powiadomiony o jej ciąży trzy tygodnie przed swoją śmiercią. Dziecko ma na imię Gekyume, zostało potwierdzone jako chłopiec 22 sierpnia 2018 r. i urodziło się 26 stycznia 2019 r.

### Poglądy polityczne
Onfroy publicznie informował o swoich przekonaniach politycznych i osobistych przez okres całej swojej kariery. W 2016 roku Onfroy nie poparł kandydatury Donalda Trumpa na prezydenta, zamiast tego napisał na Twitterze: „Głosuj na Berniego Sandersa”. Jego piosenka „Hate Will Never Win” zawiera teksty przeciwko Trumpowi.
Onfroy twierdził, że „Gdyby marihuana była wszędzie legalna, świat byłby lepszym miejscem”. Wyraził również swoje poparcie dla legalizacji małżeństw homoseksualnych i ściśle współpracował z transpłciowym muzykiem Fifty Grand.
Podczas trasy koncertowej Revenge Onfroy publicznie zadeklarował swoje poparcie dla praw obywatelskich i praw gejów oraz potępił rasistowską i homofobiczną retorykę Ku Klux Klanu, mówiąc:

Mam w dupie, jeśli jesteś czarny, biały, żółty , fioletowy (...) w dupie jeśli jesteś gejem, w dupie jeśli jesteś hetero, w dupie jeśli jesteś osobą (...) Opowiadam się za równością wszystkich ludzi.

## Spuścizna

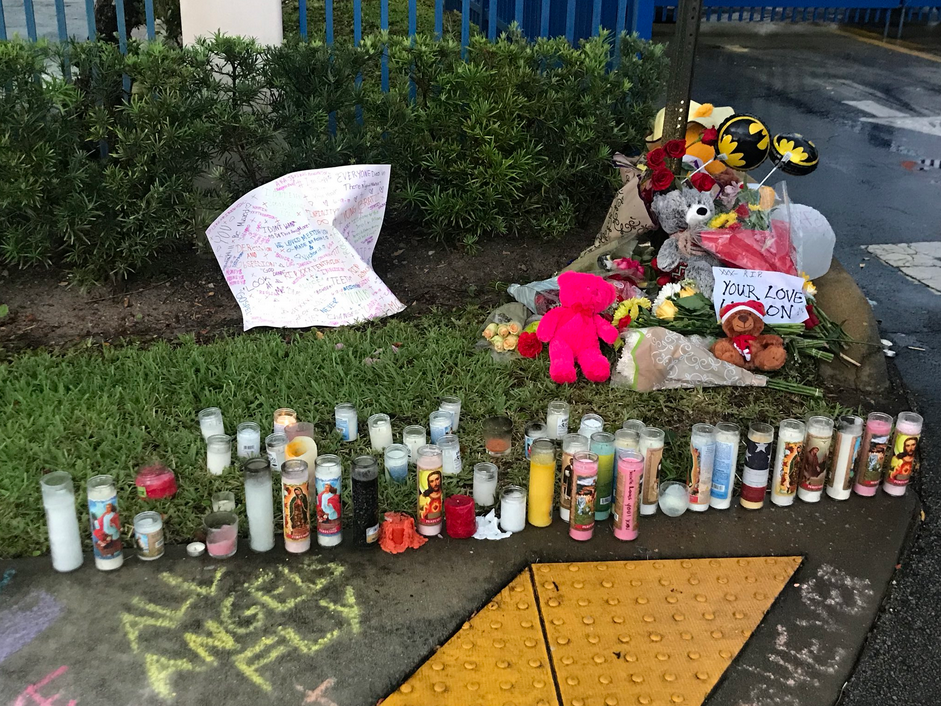
Upamiętnienie XXXTentaciona

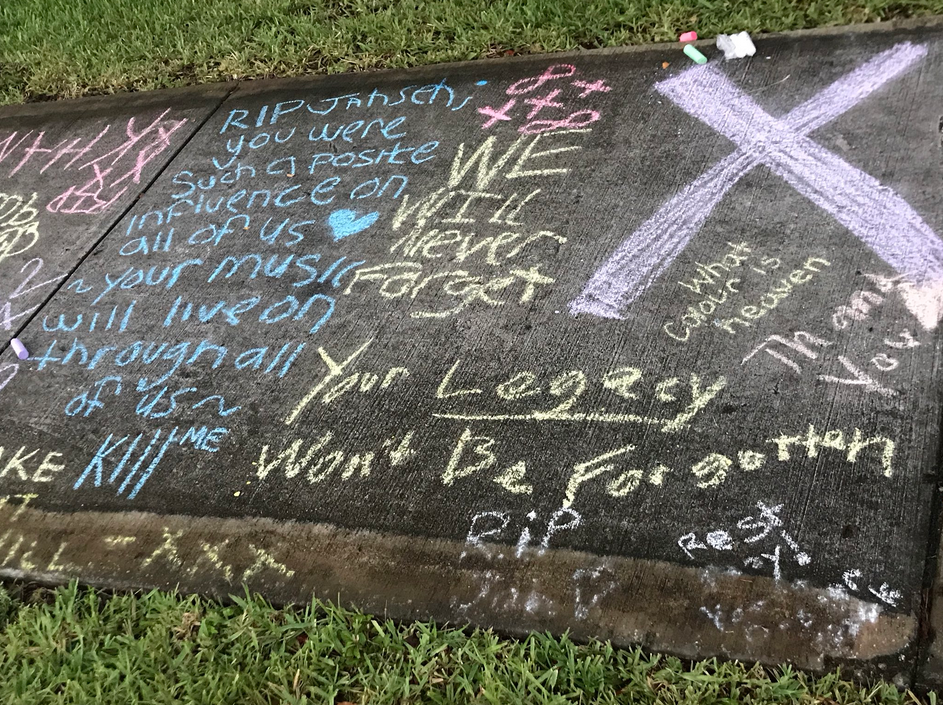
Napisy wykonane przez fanów po śmierci Onfroya

Christopher Weingarten z Rolling Stone wyraził opinię, że sukces XXXTentaciona jako „porywającego ducha czasu, przełamującego branżę, niszczącego granice zjawiska” jest „przyćmiony” przez jego zarzuty wobec byłej dziewczyny. Niemniej jednak twierdził, że pomimo prób tłumienia go przez media, „wpływ XXXTentaciona na muzykę będzie odczuwalny przez wiele lat”, a jego nagrania „pomogły zasygnalizować nową erę post-streamowych i post-gatunkowych nastolatków”. XXXTentacion pozostawił to, co Rolling Stone nazwał „ogromnym śladem muzycznym” ze względu na jego wpływ na młodych fanów i popularność w trakcie swojej kariery. Artykuł porównał jego wpływ kulturowy z wpływem Ritchiego Valensa i Darby’ego Crasha.
Podkreślając jego ambiwalentny odbiór publiczny podczas swojej krótkiej kariery, Billboard napisał:
„Prowokacyjny i polaryzujący artysta wydawał się rozwijać zarówno w kontrowersji, jak i w sztuce, często zacierając granice między szokującą rzeczywistością a kreatywnością naciskającą na guziki. Krótka kariera XXX'a charakteryzowała się w równym stopniu tym, że raper z Florydy stał się męczennikiem dla legionu fanów i przestrogą dla wielu innych.”
18 czerwca 2019 roku, dokładnie rok po śmierci XXXTentaciona, ogłoszono oficjalny film dokumentalny o jego życiu; będzie zawierał materiał filmowy z około kwietnia 2017 r., opowiadający szczegóły biograficzne. XXXTentacion posiada certyfikowaną przez RIAA sprzedaż 38 milionów jednostek w USA i certyfikowaną przez BPI sprzedaż ponad 7 milionów jednostek w Wielkiej Brytanii. Jest również jednym z 20 najlepiej sprzedających się artystów wszech czasów pod względem singli cyfrowych, z łączną liczbą 49 milionów certyfikowanych przez RIAA sprzedaży cyfrowych według stanu na czerwiec 2021 r .

### Kontrowersje
Życie osobiste i historia XXXTentaciona są również uważane za ważne części jego spuścizny. Artykuł w The Guardian opisał jego spuściznę w bardziej krytycznych kategoriach, stwierdzając, że „będzie pamiętany głównie z powodu niezwykle okrutnej przemocy, którą popełnił na bezbronnych ludziach, szczególnie jego byłej dziewczynie, za przestępstwa, za które nigdy nie wyraził wyrzutów sumienia”. Jak czytamy w artykule, jego muzyka „odzwierciedlała życie z pogardą dla ludzkości, zarówno cudzej, jak i własnej”; rzadko próbował angażować się w brawurę lub przechwałki, zamiast tego skupiał się na „chorobie psychicznej, samobójstwie, skrajnej mizoginii i panującym poczuciu odrętwienia”.
Artykuł w The Atlantic wyraził podobną krytykę, choć zauważył również, że XXXTentacion „przypomniał w szczególności młodym fanom, że ich krzywda była ważna, ale nie stanowiła sumy ich życia” i że „dał wyraz ich niepewności”. Artykuł przyznał, że chociaż spędził swoją karierę zachęcając młodych fanów do uznania ich większej wartości, spuścizna XXXTentaciona charakteryzuje się jednak traumą, której zarówno doświadczył, jak i spowodował. W The Washington Post, Chris Richards skomentował skomplikowaną spuściznę XXXTentaciona, kontrastując z tym, jak „zachęcał swoich fanów do znalezienia nadziei we mgle ich rozpaczy, ale entuzjastycznie chwalił się radością, jaką odczuwał z brutalizowania innych”. Według Richardsa, Muzyka XXXTentaciona „przynosiła ukojenie pogrążonym w depresji”, jednocześnie uprawomocniając rodzaj przemocy, którą praktykował, i legitymizowała ból jego fanów, jednocześnie wymazując cierpienie ofiar przemocy domowej. Muzyka XXXTentaciona służy Richardsowi jako przykład tego, jak „nienawistna piosenka” może znormalizować takie uczucia u „nienawistnych ludzi”, co przyczynia się do głębokiej paranoi w społeczeństwie na temat nienawiści, która może być w umysłach innych.
Była dziewczyna Onfroya, Geneva Ayala, która oskarżyła go o przemoc domową w 2016 roku, powiedziała o kontrowersji wokół niej i przeszłości Onfroya: „To nie w porządku, że ludzie mówią w moim imieniu. Nie obchodzi mnie to, że nikt się o mnie nie troszczył kilka miesięcy temu. Ja nie straciłam życia. On je stracił. Nie można już nic z tym zrobić. Nadal tu jestem. Jak myślisz, jak się czuję? Wszyscy oczekują, że poczuję ulgę lub szczęście? Nie, jestem załamana.”
9 czerwca 2020 roku powstała książka o biografii Onfroya o tytule Look at Me!: The Xxxtentacion Story i X The Best. Autorem książki jest Jonathan Reiss.

## Dyskografia

### Albumy studyjne
- 17 (2017)
- ? (2018)
- Skins (2018) (album wydany pośmiertnie)[261]
- Bad Vibes Forever (2019) (album wydany pośmiertnie)

### Mixtape’y
- CD Mixtape (2013)
- Revenge (2017)
- ? deluxe edition (2019) (mixtape wydany pośmiertnie)
- LOOK AT ME: THE ALBUM (2023) (mixtape wydany pośmiertnie) (ścieżka dźwiękowa do filmu)

### Minialbumy (EP)
- Mona Lisa (2013)
- XXX (UNMASTERED) (2014)
- XXX (2014)
- Ice Hotel (2014)
- The Fall (2014)
- ♡ rare ♡ (Rare) (2014)
- Red Light District (2015)
- Heartbreak Hotel (2015)
- ItWasntEnough (2016)
- Willy Wonka Was a Child Murderer (2016)
- A Ghetto Christmas Carol (2017)

### Albumy kolaboracyjne
- Members Only, Vol. 1 (razem ze Ski Mask the Slump God) (2015)
- Members Only, Vol. 2 (razem z Members Only) (2015)
- Members Only, Vol. 3 (razem z Members Only) (2017)
- Members Only, Vol. 4 (razem z Members Only) (2019) (album wydany pośmiertnie)

### Single
- News/Flock (2013)
- Vice City (2014)
- Inuyasha (2014)
- Palm Trees (2014)
- ecstasy (2014)
- RUN! (2014)
- Teeth (Interlude) (2015)
- WingRiddenAngel (2015)
- Let’s Pretend We’re Numb (2015)
- You're Thinking Too Much, Stop It (2016)
- ImSippinTeaInYoHood (2016)
- King (2016)
- I Spoke To Devil In Miami, He Said Everything Would Be Fine (2016)
- R.I.P. Roach („East Side Soulja”) (feat. Ski Mask the Slump God) (2016)
- Look At Me! (2017)
- What In XXXTarnation (feat. Ski Mask the Slump God) (2017)
- Gospel (ft. Rich Brian & Keith Ape) (2017)
- Revenge (2017)
- Jocelyn Flores (2017)
- Everybody Dies In Their Nightmares (2017)
- Fuck Love (feat. Trippie Redd) (2017)
- Again (feat. Noah Cyrus) (2017)
- Banded Up (feat. Ronny J) (2018)
- SAD! (2018)
- changes (2018)
- Hope (2018)
- Moonlight (2018)
- Arms Around You (2018) (feat. Lil Pump, Swae Lee, Maluma) (singel wydany pośmiertnie)
- Falling Down (feat. Lil Peep) (2018) (singel wydany pośmiertnie)
- BAD! (2018) (singel wydany pośmiertnie)
- RUN IT BACK! (feat. Craig Xen) (2019) (singel wydany pośmiertnie)
- Falling Down Remix (feat. Travis Barker, Lil Peep) (2019) (singel wydany pośmiertnie)
- SAUCE! (2019) (singel wydany pośmiertnie)
- Royalty (feat. Ky-Mani Marley, Stefflon Don, Vybz Kartel) (2019) (singel wydany pośmiertnie)
- Hearteater (2019) (singel wydany pośmiertnie)
- PROUDCATOWNERREMIX (feat. Rico Nasty) (2019) (singel wydany pośmiertnie)
- bad vibes forever (feat. Trippie Redd, PnB Rock) (2019) (singel wydany pośmiertnie)[262]
- Riot (2020) (wydany ponownie by wesprzeć ruch Black Lives Matter)
- True Love (wraz z Kanye West) (2022) (singel wydany pośmiertnie)
- I’m Not Human (feat. Lil Uzi Vert) (2023) (singel wydany pośmiertnie)
- woah (mind in awe) [Remix] (wraz z Juice WRLD) (2025) (singel wydany pośmiertnie)

Występy gościnne
- Take A Step Back (2016) – Ski Mask the Slump God, XXXTENTACION / Drown In Designer
- Str8 Shot (2017) – Miami Tip, XXXTENTACION / Singiel
- H2O (2017) – Ski Mask the Slump God, XXXTENTACION / You Will Regret
- Roll In Peace (2017) Kodak Black, XXXTENTACION / Project Baby 2: All Kids Grown Up
- Crucify Infant Son Of Whore (2017) – Craig Xen, XXXTENTACION, Garrette Revenge / Voltage
- May I Flex (2017) – Black Bag LA, Momoh, XXXTENTACION / Singiel
- Again Remix (2017)- Noah Cyrus, Alan Walker, XXXTENTACION / Singiel
- Banded Up (2018) – Ronny J, XXXTENTACION / OMGRONNY
- Ghost Busters (2018) – Trippie Redd, Ski Mask the Slump God, XXXTENTACION / Singiel (wydano pośmiertnie)
- Ghost Busters Remix (2018) – Trippie Redd, Quavo, Ski Mask the Slump God, XXXTENTACION / Singiel (wydano pośmiertnie)
- Scared of the Dark (2018) – Lil Wayne, Ty Dolla $ign, XXXTENTACION / Spider-Man: Into The Spider-Verse Soundtrack (wydano pośmiertnie)
- Scared of the Dark Remix (2019) – Lil Wayne, Ty Dolla $ign, Ozuna, XXXTENTACION / Spider-Man: Into The Spider-Verse Soundtrack (Deluxe) (wydano pośmiertnie)
- MIDDLE CHILD (2019) – PnB Rock, XXXTENTACION / TrapStar Turnt Popstar (wydano pośmiertnie)
- Ready Set Go (2019) – Yung Bans, 03 Greedo, XXXTENTACION / MISUNDERSTOOD (wydano pośmiertnie)
- XXXTENTACION INTERLUDE (2019) – Yung Bans, XXTENTACION / MISUNDERSTOOD (wydano pośmiertnie)
- VOICES (2019) – Skye, XXXTENTACION / Singiel (wydano pośmiertnie)
- Don’t Cry (2019) – Lil Wayne, XXXTENTACION / Funeral (wydano pośmiertnie)
- All For Me (2019) – Trippie Redd, Smokepurpp, XXXTENTACION / A Love Letter To You 4 (wydano pośmiertnie)
- Get Outta My Head (2020) – Lil Wayne, XXXTENTACION / Funeral (wydano pośmiertnie)
- Danny Phantom (2021) – Trippie Redd, XXXTENTACION / Trip At Knight (wydano pośmiertnie)
- The Way (2025) – Juice WRLD, XXXTENTACION / Legends Never Die (5 Year Anniversary Edition) (wydano pośmiertnie)

## Nagrody i nominacje

### American Music Awards
| Rok  | Dzieło       | Nagroda                   | Wynik     | Przypis |
| ---- | ------------ | ------------------------- | --------- | ------- |
| 2018 | XXXTentacion | New Artist of the Year    | Nominacja | [ 263 ] |
| 2018 | 17           | Favorite Album – Soul/R&B | Wygrana   | [ 264 ] |

### BET Hip-Hop Awards
| Rok  | Dzieło       | Nagroda                 | Wynik   | Przypis |
| ---- | ------------ | ----------------------- | ------- | ------- |
| 2018 | XXXTentacion | Best New Hip Hop Artist | Wygrana | [ 265 ] |

### BillboardMusic Awards
| Rok  | Dzieło | Nagroda       | Wynik     | Przypis |
| ---- | ------ | ------------- | --------- | ------- |
| 2018 | 17     | Top R&B Album | Nominacja | [ 266 ] |